# Lębork
Lębork (tyska Lauenburg) är en stad i Pommerns vojvodskap nordvästra Polen med 35 146 invånare (2004).

## Historia
Lębork grundades på 1300-talet av Tyska orden, som lät uppföra en ordensborg här. 1466 erövras staden av Polen, och 1657 av Brandenburg, blir därefter preussisk och tysk. Under preussiskt styre tillhörde Kolberg regeringsområdet Köslin i provinsen Pommern.
Efter Tysklands nederlag i andra världskriget 1945 hamnade orten öster om Oder-Neisse-linjen och tillföll Polen.
Lauenburg var tidigare känd för sina gamla befästningar av vilka två torn ännu stod kvar i början av 1900-talet, Tyska ordens slott från 1300-talet och Sankt Jakobskyrkan i gotisk stil.